# Бриер, Даниэль
Даниэль Жан-Клод «Дэнни» Бриер (фр. Daniel Jean-Claude «Danny» Brière; род. 6 октября 1977, Гатино, Квебек) — профессиональный канадский хоккеист. Амплуа — центральный нападающий. Завершил карьеру игрока летом 2015 года.
На драфте НХЛ 1996 года был выбран в первом раунде под общим 24 номером командой «Финикс Койотис». 10 марта 2003 года обменян в «Баффало Сейбрз». Во время локаута в НХЛ в сезоне 2004/05 выступал за швейцарский «Берн». В 2007—2013 годах выступал за клуб «Филадельфия Флайерз». Локаутную часть сезона 2012/13 провёл в немецком клубе «Айсберен».
30 июня 2014 года «Монреаль» обменял Бриера в «Колорадо Эвеланш» на нападающего Пьера-Александра Паренто и выбор в пятом раунде драфта 2015 года.

## Статистика
| Легенда | Легенда                    | Легенда | Легенда                   | Легенда | Легенда    |
| ------- | -------------------------- | ------- | ------------------------- | ------- | ---------- |
| И       | Количество проведённых игр | Штр     | Штрафное время            | +/−     | Плюс-минус |
| Г       | Голы                       | П       | Голевые передачи          | О       | Очки       |
| -       | Статистика неизвестна      | —       | Статистика не учитывалась |         |            |

## Награды и достижения

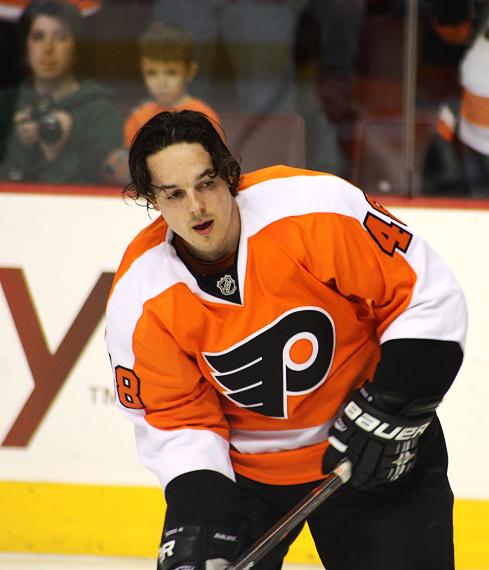
Даниэль Бриер в составе «Филадельфия Флайерз» в 2011 году

### ГЮХЛК
- «Мишель Бержерон Трофи» (новичок года) — 1995
- «Марсель Робер Трофи» (игрок, который лучше других объединяет работу на льду с успехами в учёбе) — 1995
- Сборная новичков ГЮХЛК — 1995
- «Жан Беливо Трофи» (лучший бомбардир) — 1996
- Уиттнауер Плаке — 1996
- Кубок Форда (лучший атакующий игрок) — 1996
- Вторая Сборная всех звёзд ГЮХЛК — 1996, 1997
- «Фрэнк Джей Селки Мемориал Трофи» (награда за благородство и добропорядочность на льду) — 1997

### АХЛ
- Новичок месяца — октябрь 1997
- «Дадли (Ред) Гарретт Мемориал Эворд» (новичок года) — 1998

### НХЛ
- Участник матча всех звёзд 2007
- Самый ценный игрок Матча всех звёзд 2007
- Лучший бомбардир Плей-офф Кубка Стэнли 2010 — 30 (12+18)
- Участник матча всех звёзд 2011